# Leopold Steurer (Historiker)

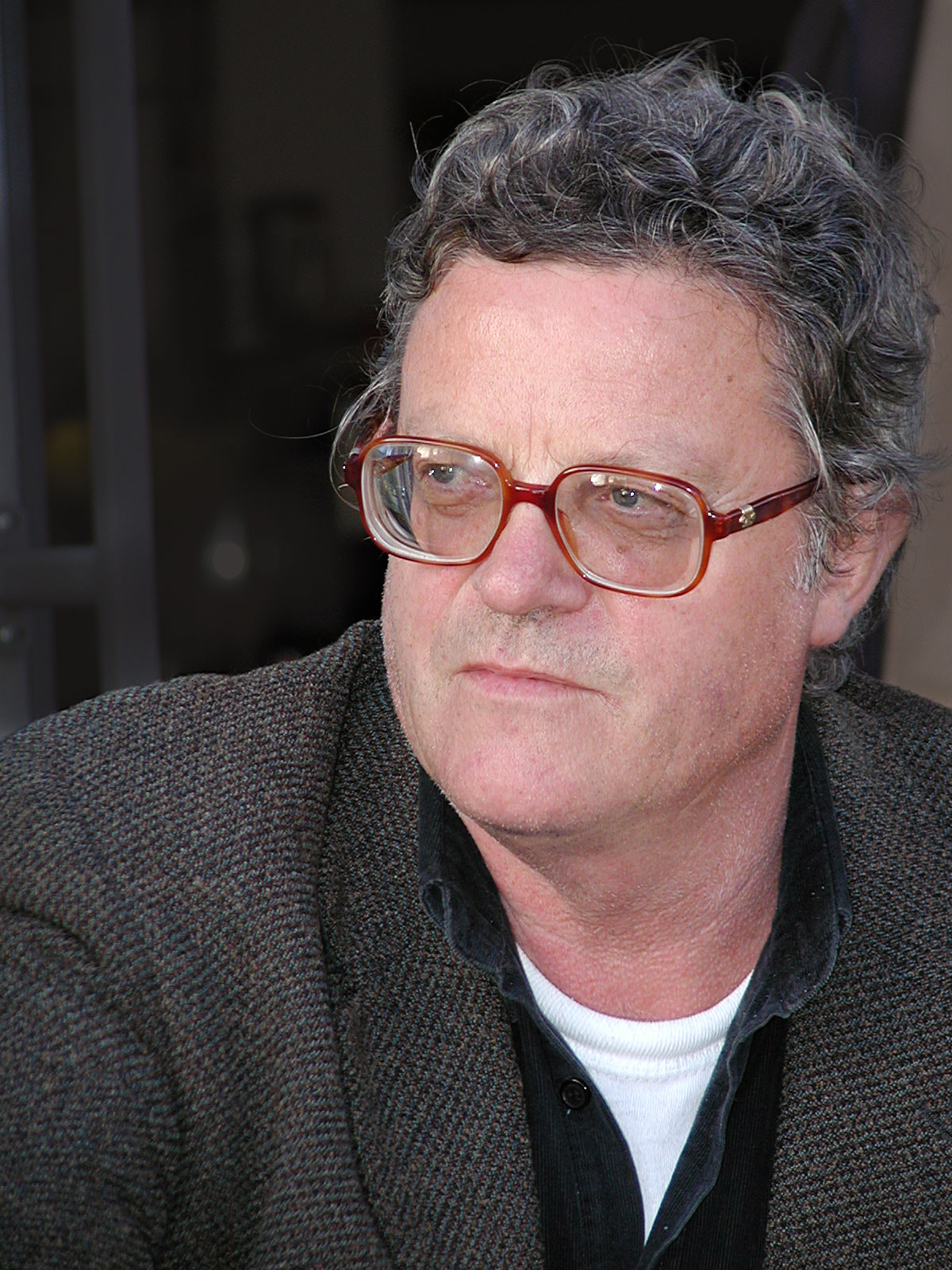
Leopold Steurer (2001)

Leopold Steurer (* 20. November 1946 in Sterzing) ist ein italienischer Historiker, der sich mit der Regionalgeschichte des 19. und 20. Jahrhunderts in Südtirol befasst. Anfang der 1980er-Jahre leistete Steurer wesentliche Beiträge zur Aufarbeitung der Zeit des Nationalsozialismus in der Region.

## Leben
Leopold Steurer, Sohn einer Pächterfamilie aus Sterzing, wuchs in bäuerlichen Verhältnissen auf. 1966 maturierte er am Realgymnasium in Brixen und begann anschließend Studien der Geschichte, Germanistik, Philosophie und Politikwissenschaften an den Universitäten Wien und Bonn. 1975 promovierte Steurer mit einer in Wien eingereichten Dissertation zur Südtiroler Geschichte zwischen 1919 und 1939. 1976 kehrte er nach Südtirol zurück und trat dort in den Schuldienst ein. Von 1981 bis zu seiner Pensionierung im Jahr 2010 lehrte Steurer als Oberschulprofessor für Geschichte und Philosophie am Realgymnasium in Bozen. Neben seiner Tätigkeit als Geschichtsforscher und -vermittler engagierte er sich in den 1980er-Jahren auch politisch im Umfeld der grün-alternativen Bewegung um Alexander Langer; Steurer war mit Langer aus seiner Oberschulzeit persönlich bekannt. Seit 2014 ist Steurer Mitglied der Accademia degli Agiati von Rovereto.

## Werk
In seinem Hauptwerk Südtirol zwischen Rom und Berlin 1919–1939 (1980) skizziert Steurer auf Basis zahlreicher Dokumente die Auswirkungen der Bündnispolitik zwischen dem Deutschen Reich und dem faschistischen Italien, die 1939 in einem Umsiedlungsabkommen für Südtirol (Option) gipfelte. Steurer folgt in seinen Ausführungen dem Forschungsansatz des Historikers Claus Gatterer, an dessen Werk er sich wesentlich inspirierte. 2011 legte Steurer gemeinsam mit Günther Pallaver einen umfassenden Sammelband zu Geschichte und Rezeption der Südtiroler Umsiedlung vor. In diesem Band werden jüngere Teilergebnisse der einschlägigen Forschung zum Thema aufbereitet, die wesentlich auf Steurers thematische Anstöße aus den 1980er-Jahren zurückgehen.

## Publikationen
- Südtirol zwischen Rom und Berlin. 1919–1939. Europa Verlag, Wien/München/Zürich 1980.
- Ein vergessenes Kapitel Südtiroler Geschichte. Die Umsiedlung und Vernichtung der Südtiroler Geisteskranken im Rahmen des nationalsozialistischen Euthanasieprogrammes. Edition Sturzflüge, Bozen 1982.
- Südtirol 1939–1945. In: Anton Pelinka, Andreas Maislinger (Hrsg.): Handbuch zur Neueren Geschichte Tirols. Band 2: Zeitgeschichte, 1. Teil. Innsbruck 1993, S. 179–311.
- (mit Martha Verdorfer und Walter Pichler) Verfolgt, verfemt, vergessen. Lebensgeschichtliche Erinnerungen an den Widerstand gegen Nationalsozialismus und Krieg. Südtirol 1943–1945. Edition Sturzflüge, Bozen 1993.
- (Hrsg. mit Günther Pallaver) Deutsche! Hitler verkauft Euch! Das Erbe von Option und Weltkrieg in Südtirol. Edition Raetia, Bozen 2011.
- Südtiroler Publikationen zu den Bombenjahren zwischen kritischer Analyse, Apologie und Verharmlosung. In: Politika 11. Jahrbuch für Politik / Annuario di politica / Anuer de pulitica. Edition Raetia, Bozen 2011, ISBN 978-88-7283-388-9, S. 367–396.
- Propaganda im „Befreiungskampf“. In: Hannes Obermair et al. (Hrsg.): Regionale Zivilgesellschaft in Bewegung – Cittadini innanzi tutto. Festschrift für / Scritti in onore di Hans Heiss. Folio Verlag, Wien/Bozen 2012, ISBN 978-3-85256-618-4, S. 386–400.
- Südtirol und der Rechtsextremismus. Über „Urangst“-Politik, Geschichtsrevisionismus und rechte Seilschaften. In: Günther Pallaver, Giorgio Mezzalira (Hrsg.): Der identitäre Rausch. Rechtsextremismus in Südtirol – Ubriacatura identitaria. L’estrema destra in Alto Adige. Edition Raetia, Bozen 2019, ISBN 978-88-7283-710-8, S. 111–146.
- (Hrsg. mit Günther Pallaver und Martha Verdorfer) Einmal Option und zurück. Die Folgen der Aus- und Rückwanderung auf Südtirols Nachkriegsgesellschaft, Edition Raetia, Bozen 2019, ISBN 978-88-7283-706-1.

## Film
- Karl Prossliner: Heimat – die andere Erzählung (2021), Filmdokumentation über Leopold Steurer